# The Love That Lives
The Love That Lives er en amerikansk stumfilm fra 1917 af Robert G. Vignola.

## Medvirkende
- Pauline Frederick som Molly McGill
- John St. Polis som Harvey Brooks
- Pat O'Malley som Jimmy
- Violet Palmer som Dora Palmer
- Frank Evans som Pete McGill